# Franz von Leydig
Franz von Leydig, född 21 maj 1821 i Rothenburg ob der Tauber, död där 13 april 1908, var en tysk zoolog.
Leydig blev 1857 ordinarie professor i Tübingen och var 1875-95 medicine professor vid universitetet i Bonn. Han var en mångsidigt skolad biolog och framstående histolog; han ägnade sig i synnerhet åt undersökningar av de lägre djurens byggnad och utveckling. Vidare kan nämnas hans undersökningar över ett sjätte sinne hos fiskarna. Han blev ledamot av såväl svenska Vetenskapsakademien som Vetenskapssocieteten i Uppsala 1898. En av hans viktigaste upptäckter skedde 1850 då han fann en sorts speciella celler mellan sädeskanalerna i testiklarna. De fick hans namn, Leydigceller. 100 år senare förstod andra forskare att det är dessa celler som producerar testosteron och andra manliga hormoner.